# Pseudochirops dahli
Pseudochirops dahli é uma espécie de marsupial da família Pseudocheiridae. Endêmica da Austrália. Anteriormente a espécie pertencia a um gênero próprio, o Petropseudes, entretanto estudos recentes demonstraram que a espécie encontra-se posicionada entre os membros do gênero Pseudochirops.